# العدن (المنار)

تعديل مصدري - تعديل

العدن محلة تابعة لقرية الخشابي، التابعة لعزلة المنار بمديرية بعدان إحدى مديريات محافظة إب في الجمهورية اليمنية، بلغ تعداد سكانها 31 حسب تعداد اليمن لعام 2004.